# 마크 게히
아지 키닝킨 마크-이즈리얼 게히(Addji Keaninkin Marc-Israel Guehi, 2000년 7월 13일 ~ )는 코트디부아르 출생 잉글랜드의 축구 선수로 현재 크리스털 팰리스에서 센터백으로 활약 중이다.